# Diploporaster savignyi
Diploporaster savignyi is een zee-egel uit de familie Schizasteridae.
De wetenschappelijke naam van de soort werd in 1904 gepubliceerd door René Fourtau.